# 以莱昂哈德·欧拉命名的事物列表

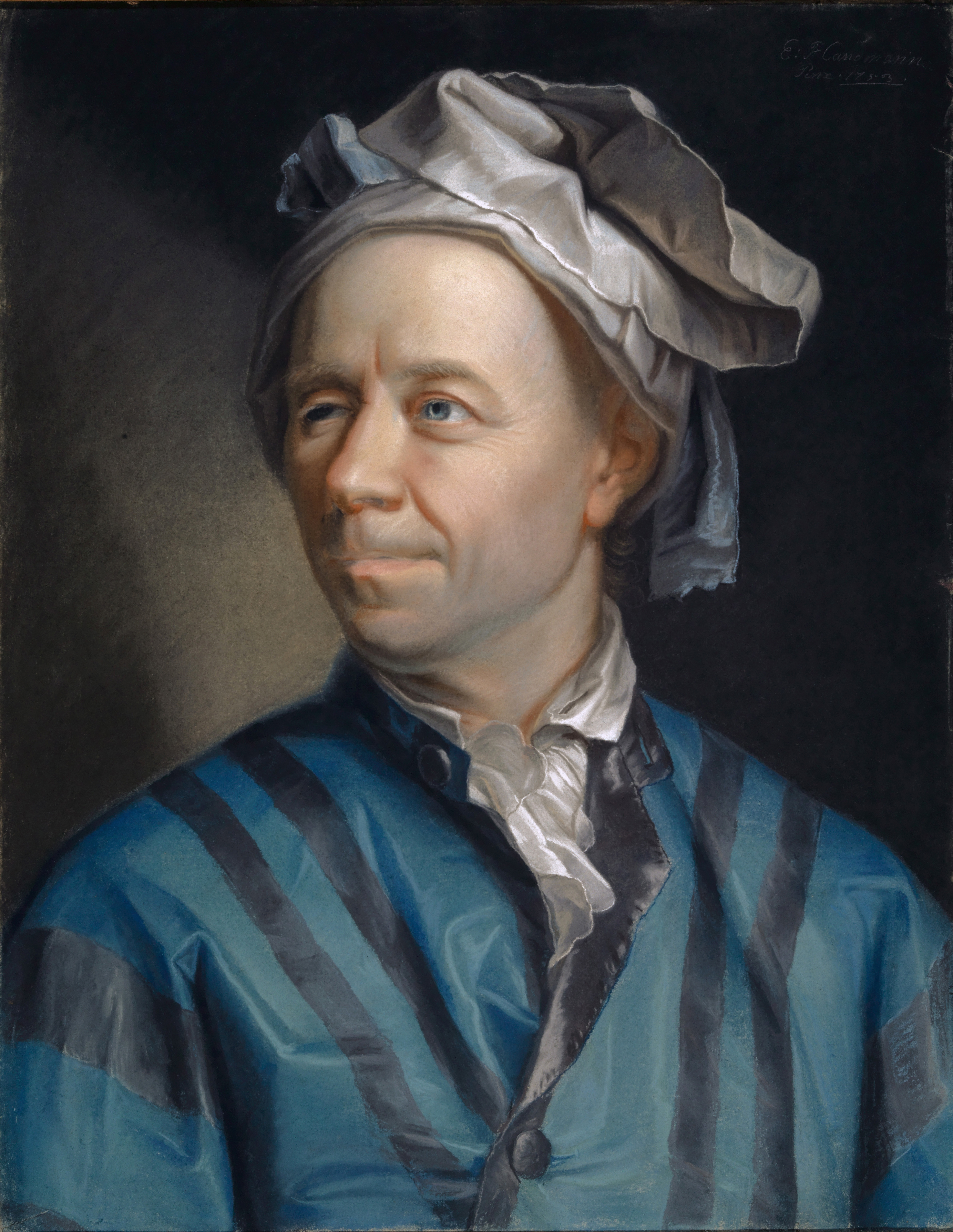
莱昂哈德·欧拉 (1707–1783)

在数学和物理学中，许多主题以瑞士数学家莱昂哈德·欧拉（1707年4月15日—1783年9月18日）而命名。他对众多领域做出了许多重要的发现和创新。这些以欧拉命名的项目包括有独特的函数、方程、公式、恒等式、数字（单个或序列）或其他数学实体。其中许多实体都被赋予了简单而模糊的名称，例如欧拉函数、欧拉方程和欧拉公式。
欧拉的研究涉及许多的领域，以至于他通常是某一特定问题最早的书面参考。为了避免将相关所有事物都以欧拉命名，一些新的发现和定理被归因于在欧拉之后首次证明它们的人。  

## 猜想
- 欧拉猜想（华林问题）
- 欧拉幂和猜想
- 欧拉希腊拉丁方阵猜想

## 方程
通常，欧拉方程是指一个（或一组）微分方程（DE）。通常将它们分为常微分方程和偏微分方程。

## 函数
- 欧拉函数，一种模形式，是典型的Q阶乘幂。
- 数论中的欧拉函数，用于计算小于整数的互质整数的个数。
- 欧拉超几何积分
- 欧拉-黎曼zeta函数

## 恒等式
- 欧拉恒等式:{\displaystyle e^{i\pi }+1=0}。
- 欧拉四平方和恒等式。如果两个数都能表示为四个平方数的和，则这两个数的积也能表示为四个平方数的和。
- 欧拉恒等式也可以指五边形数定理。

## 定律
- 欧拉第一定律
- 欧拉第二定律